# نيكولاس بونفانتي
نيكولاس بونفانتي (بالإيطالية: Nicholas Bonfanti)‏ هو لاعب كرة قدم إيطالي في مركز الهجوم، ولد في 28 مارس 2002 في سيريات في إيطاليا.

## وصلات خارجية
- نيكولاس بونفانتي على موقع قاعدة بيانات كرة القدم.إي يو (الإنجليزية)
- نيكولاس بونفانتي على موقع Soccerway.com (الإنجليزية)
- نيكولاس بونفانتي على موقع عالم كرة القدم.نت (الإنجليزية)